# Novohradsko
Krajinná památková zóna Novohradsko se nachází v Novohradském podhůří a v Třeboňské pánvi v okrese České Budějovice v Jihočeském kraji. Jejím přirozeným centrem je město Nové Hrady. Novohradsko bylo jako historická kulturní krajina mimořádné hodnoty prohlášeno Ministerstvem kultury České republiky podle vyhlášky č. 208/1996 krajinnou památkovou zónou v roce 1996. Tato památková zóna se svou rozlohou 6591 ha je po Lednicko-valtickém areálu a území bojiště bitvy u Slavkova v pořadí třetí největší z 25 krajinných památkových zón, které byly do roku 2017 vyhlášeny na území České republiky. Krajinná památková zóna Novohradsko zasahuje ve své jižní části na území přírodního parku Novohradské hory.

## Geografie
Severní polovina území, přibližně ohraničená spojnicí od Žárského rybníka přes Údolí a Nové Hrady k Nakolicím, leží v Českovelenické pánvi, která náleží do geomorfologického celku Třeboňská pánev. Tato oblast s typickými rybničními soustavami na severu přechází do zalesněné oblasti obory Kapinos a hřbetu Dolního lesa. Je zde členitý reliéf s úzkými údolími, vyhloubenými Stropnicí a jejími přítoky. Jižní část území přináleží do Rychnovské pahorkatiny, která je součástí geomorfologického celku Novohradské podhůří. Z geologického hlediska je tato krajina tvořena vyvřelinami centrálního moldanubického plutonu. Severovýchodní hranice krajinné památkové zóny Novohradsko je společná s hranicí sousední chráněné krajinné oblasti Třeboňsko. Jihovýchodní část území památkové zóny se překrývá s územím přírodního parku Novohradské hory.

## Historie
Novohradsko jako kulturní krajina bylo postupně přetvářeno již od 12. století, za panství rakouských Kuenringů. Jeho správním centrem přibližně od druhé poloviny 13. století) bylo město Nové Hrady s významným hradem, kdy na tomto území opět začal převládat vliv jihočeských Vítkovců. Kolonizace této oblasti probíhala ve 13. a 14. století, v severní lesnaté oblasti pak byla dokončena v 18. století v důsledku rozvoje místního sklářství a železářství. Držitelem novohradského panství byl po více než tři staletí, konkrétně v letech 1620–1945, šlechtický rod Buquoyů. S tím rodem je také spojen vznik zdejší komponované kulturní krajiny, kterou na Novohradsku začala být vytvářena – původně ještě v barokním duchu – od první čtvrtiny 18. století. S přetvořením tzv. Terezina (Terčina) údolí říčky Stropnice jihozápadně od města do podoby krajinářského parku je od roku 1768 spojeno jméno Jana Nepomuka Josefa Buquoye. Velký podíl na formování tohoto krajinného parku měla od roku 1781 jeho manželka Terezie, pocházející ze šlechtického rodu Paarů. Mezi zaniklé památky z tohoto období patřila tzv. Vesnička, uměle vybudovaná sentimentálně-romantická osada. Definitivní podoba komponované krajiny v okolí Nových Hradů byla dotvořena v průběhu 19. století, již po výstavbě Nového zámku. Součástí krajinářského parku byly nové kočárové cesty, umožňující prohlídku komponované krajiny, další drobné stavby a v neposlední řadě i úprava původních bažantnic a alejí.

## Předmět ochrany
Předmětem památkové ochrany je historická komponovaná kulturní krajina. Na území krajinné památkové zóny se nachází řada kulturních a přírodních památek. Městská památková zóna Nové Hrady zahrnuje téměř čtyři desítky nemovitých světských i sakrálních památek – od kostela sv. Petra a Pavla, kláštera, hradu a zámku, až po měšťanské domy a řemeslné objekty. Do krajinné památkové zóny patří i tvrz Cuknštejn a Buquoyská hrobka. Na území krajinné památkové zóny nebo v jejím nejbližším okolí se nachází i několik zvláště chráněných území přírody, především národní přírodní památka Terčino údolí nebo přírodní památka Sokolí hnízdo a bažantnice.
Pokud jde o vymezení chráněného území, v nejjižnější části je hranice krajinné památkové zóny totožná s místem, v němž protíná Novohradský potok česko-rakouská státní hranice. Odtud hranice chráněného území sleduje Novohradský potok směrem na západ, dále pak pokračuje podél jižního břehu Zevlova rybníka a Veverského potoka a severně od osady Veveří k lokalitě Vyhlídky. Pokračuje po jižní hranici katastrálních území Světví a Svébohy. Po silnici, která vede z Horní Stropnice do Svéboh, pokračuje kolem zmíněné obce a po hrázi Nového rybníka směrem k severu. Dále vede rybničnatou oblastí k Božejovu a Žáru, posléze překračuje železniční trať České Budějovice – České Velenice a pokračuje podél tzv. Třeboňské aleje dále až k severní hranici katastrálního území Těšínov. Odtud se stáčí k východu a posléze k jihovýchodu. U lokality Jakule poblíž novohradského nádraží se napojí na železniční trať, kterou sleduje východním směrem, pak se stáčí k jihu podél východní hranice katastrálního území Nakolice a míří opět k česko-rakouské hranici.

## Fotogalerie

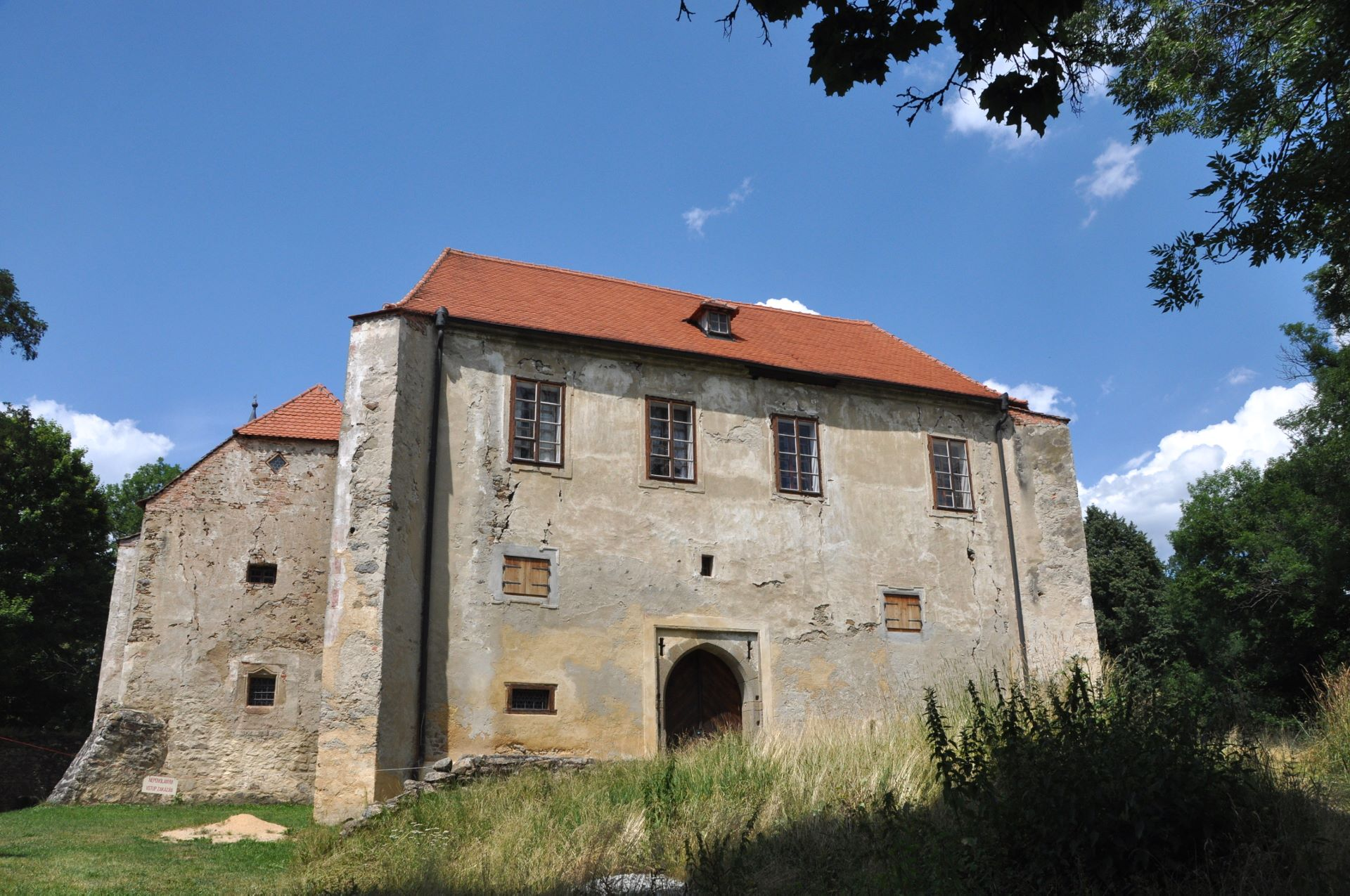
Tvrz Cuknštejn
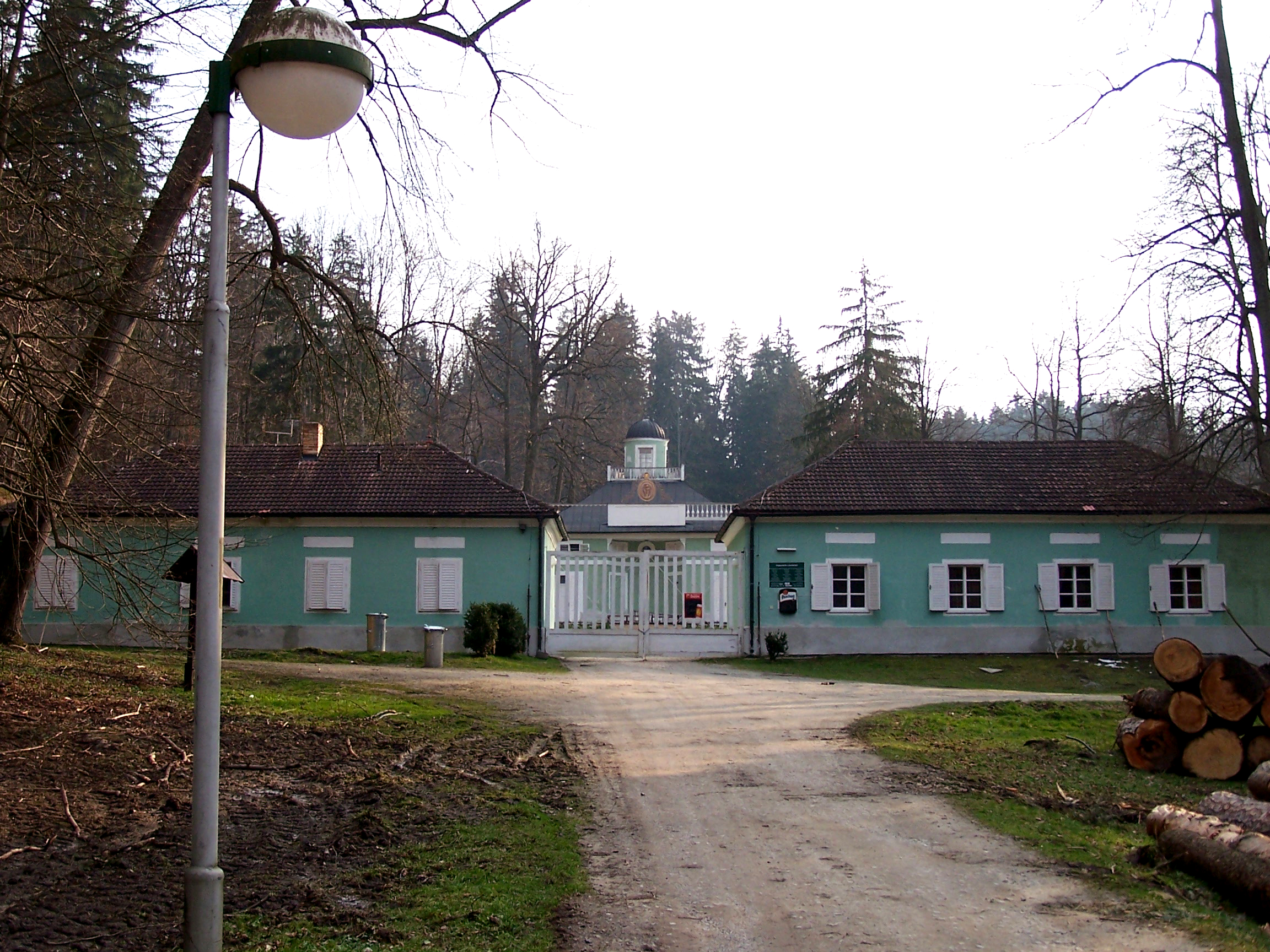
Lázničky v Terčině údolí
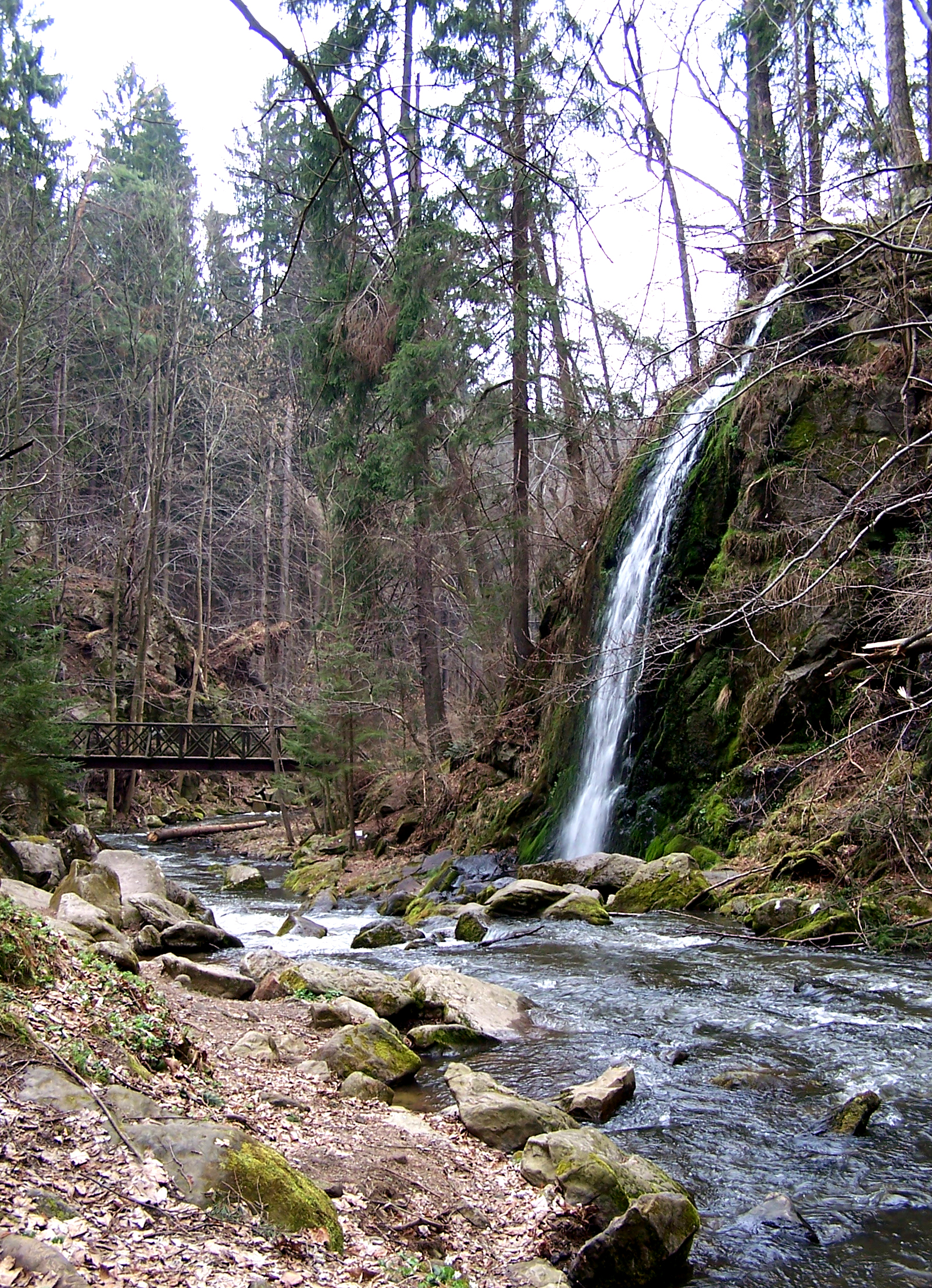
Vodopád na Stropnici v Terčině údolí
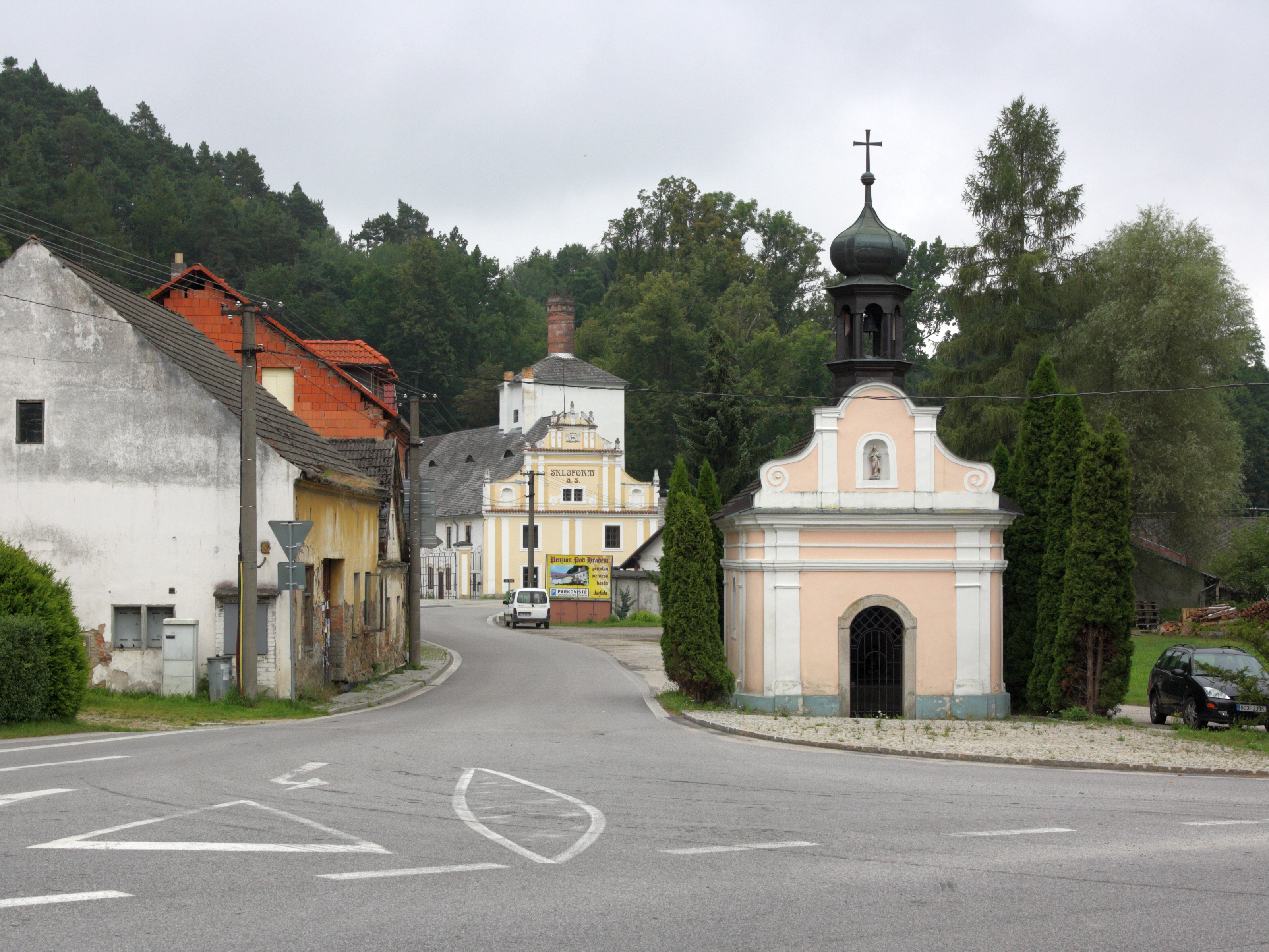
Pivovar a kaple Panny Marie v Údolí
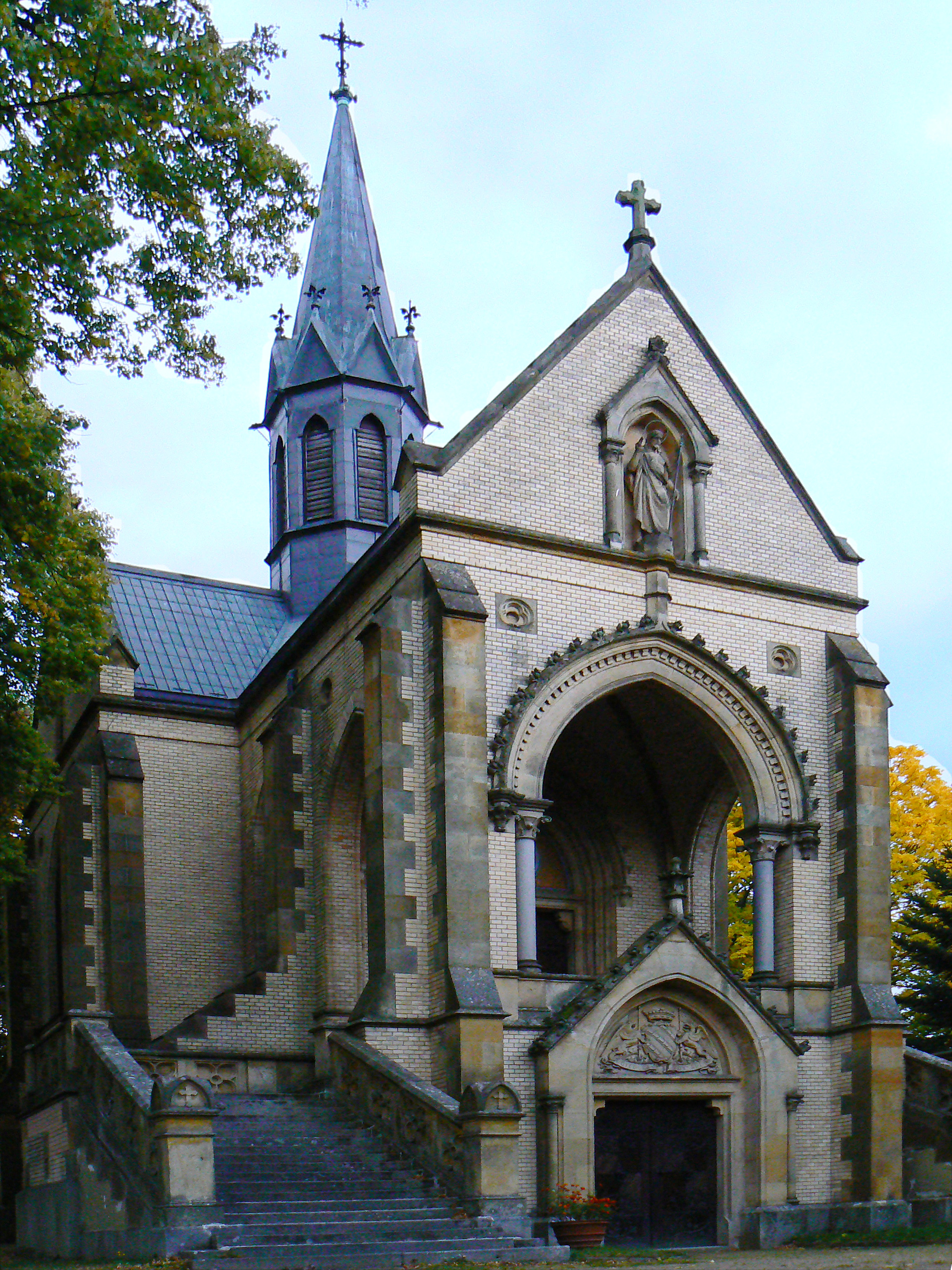
Buquoyská hrobka v Nových Hradech
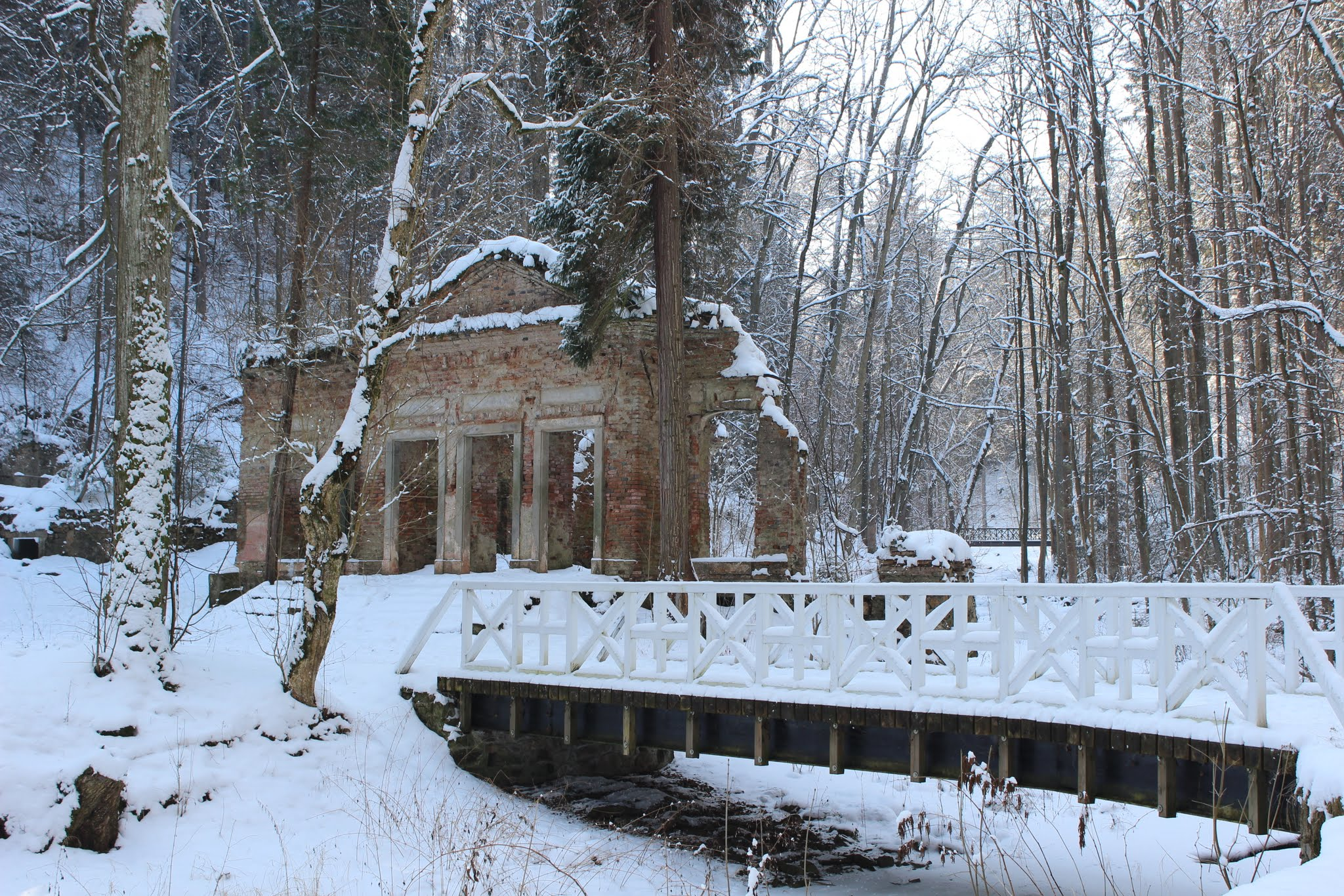
Ruiny Modrého domu v Terčině údolí
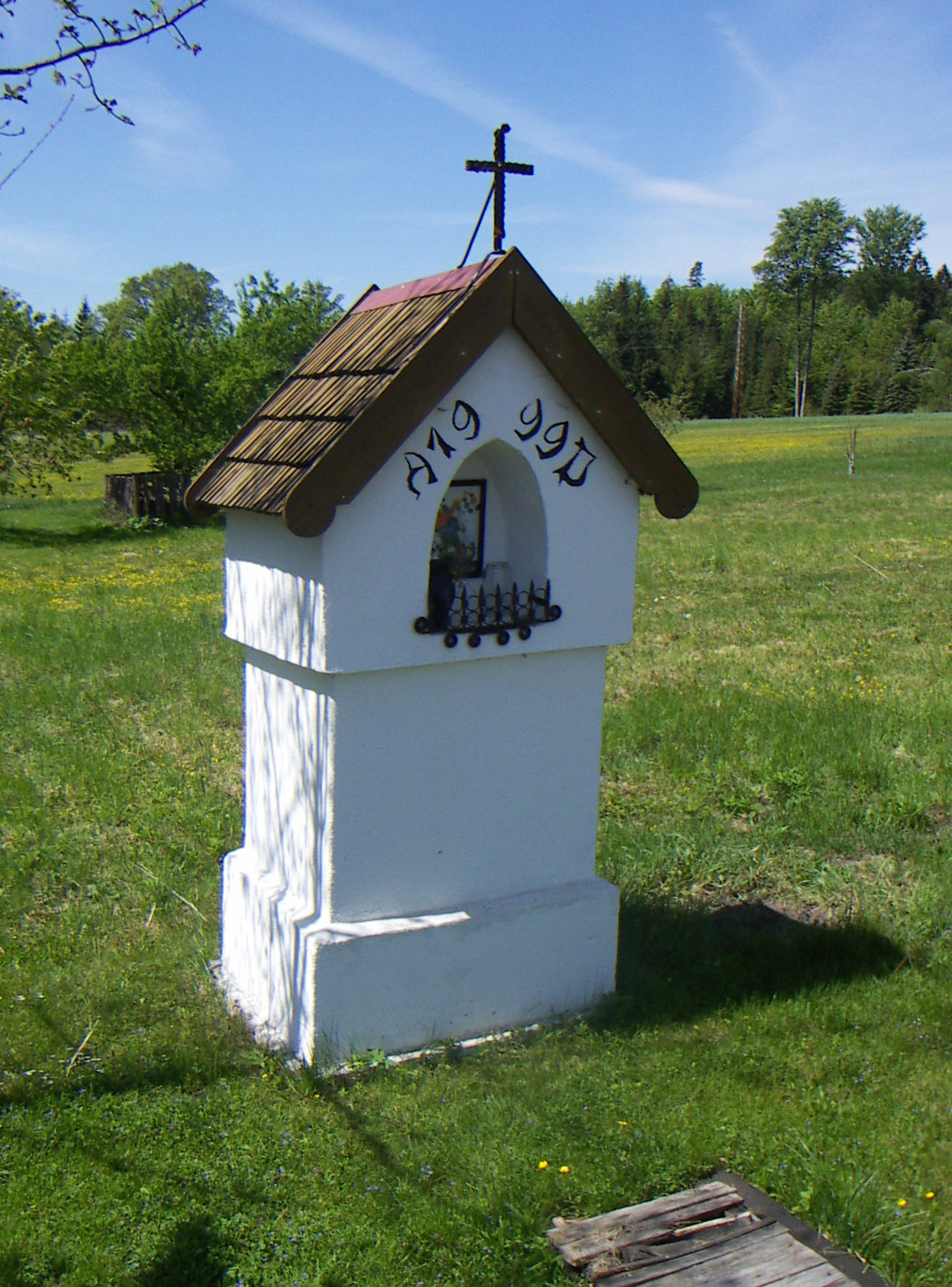
Kaplička v Jiříkově údolí u Červeného blata
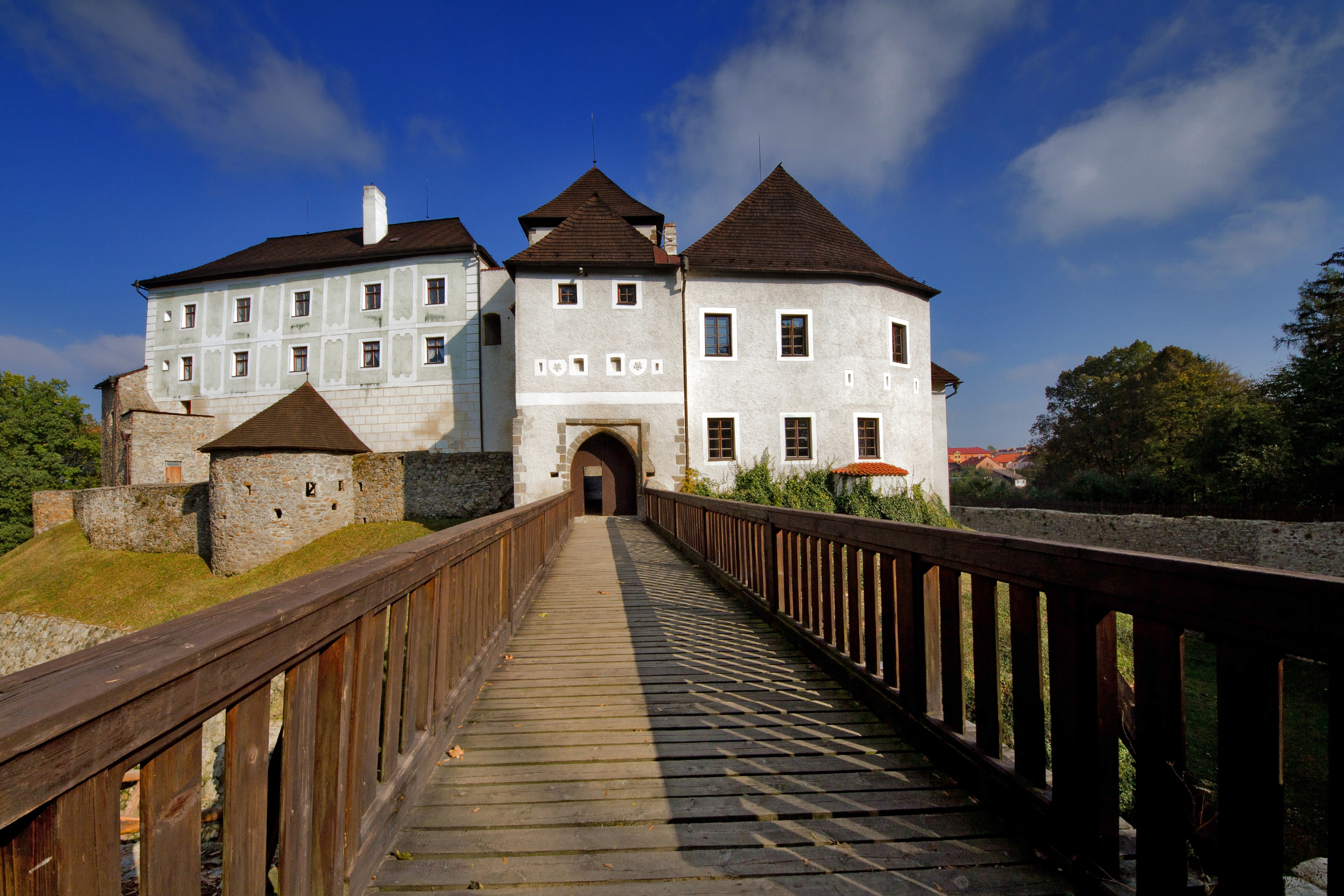
Hrad v Nových Hradech
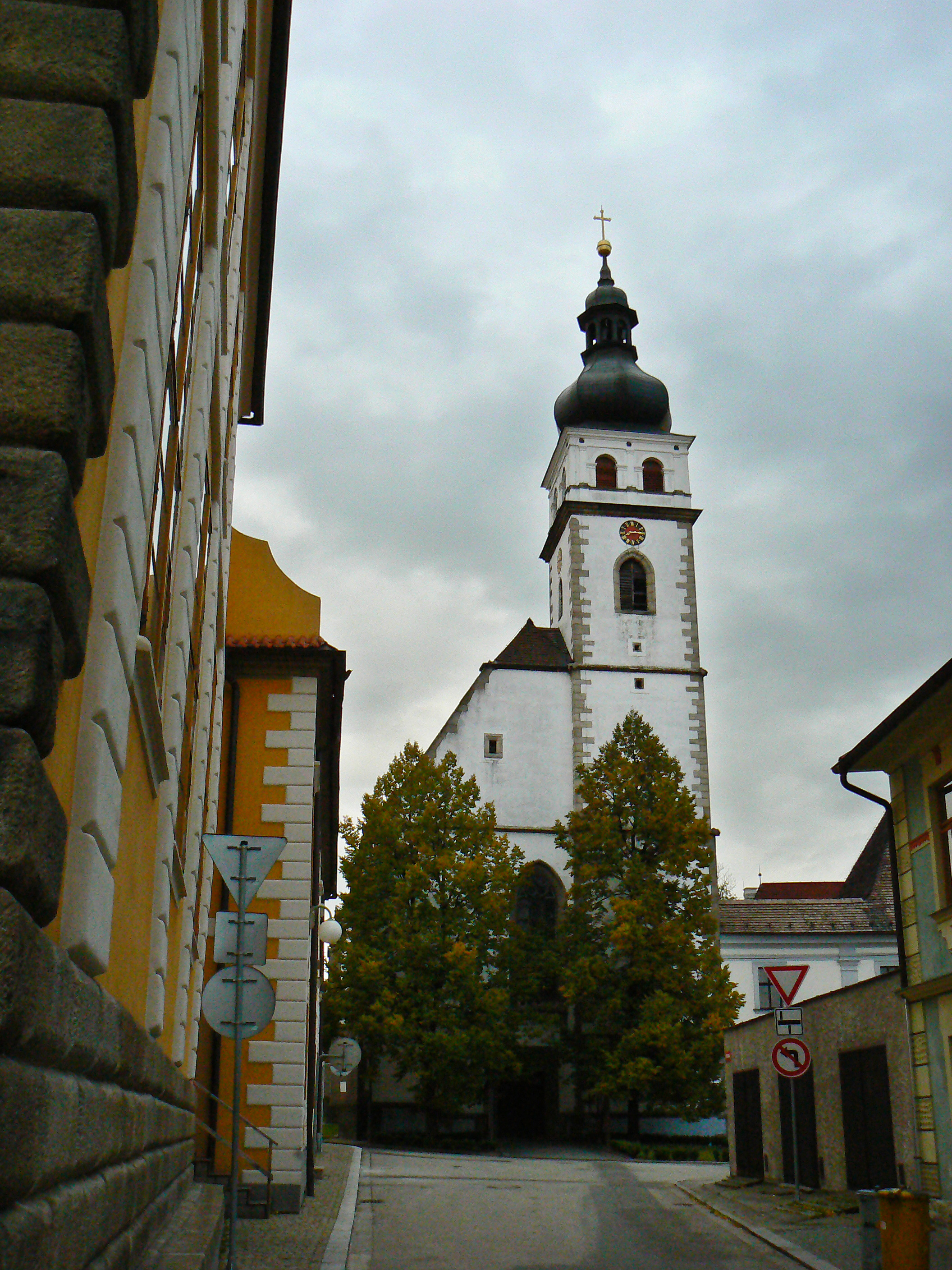
Kostel svatého Petra a Pavla v Nových Hradech
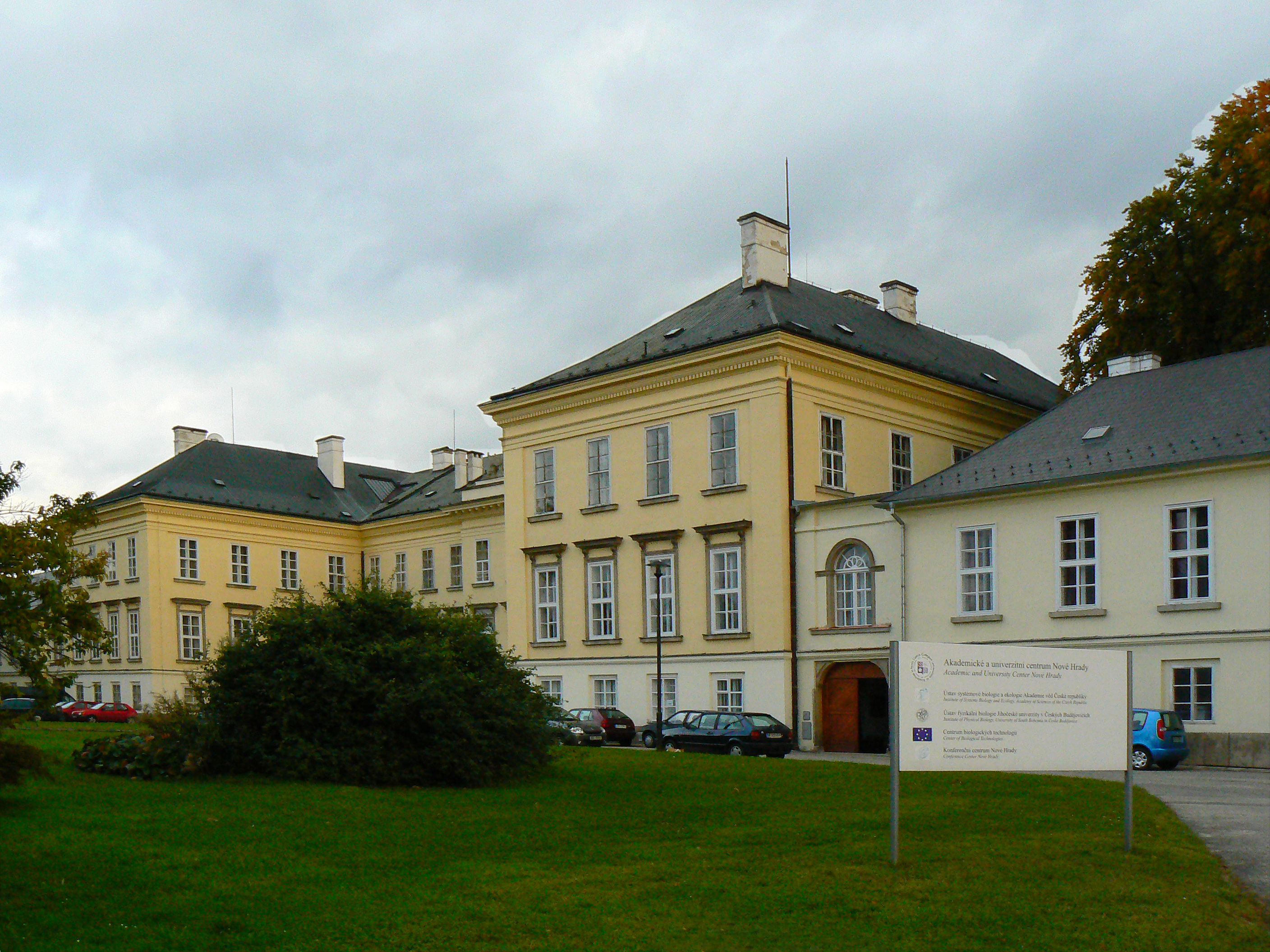
Novohradský zámek – Akademické centrum
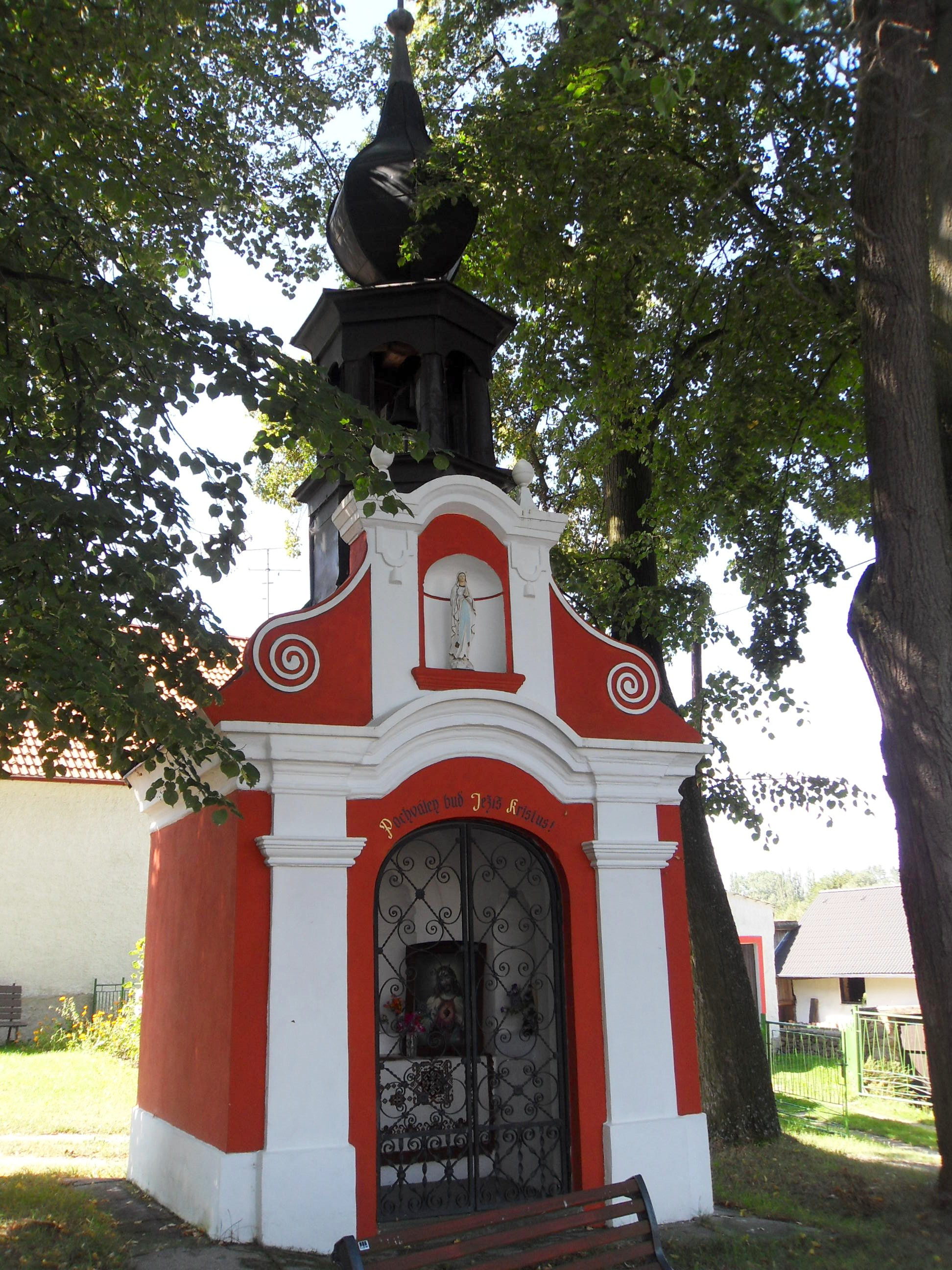
Kaple ve Svébohách
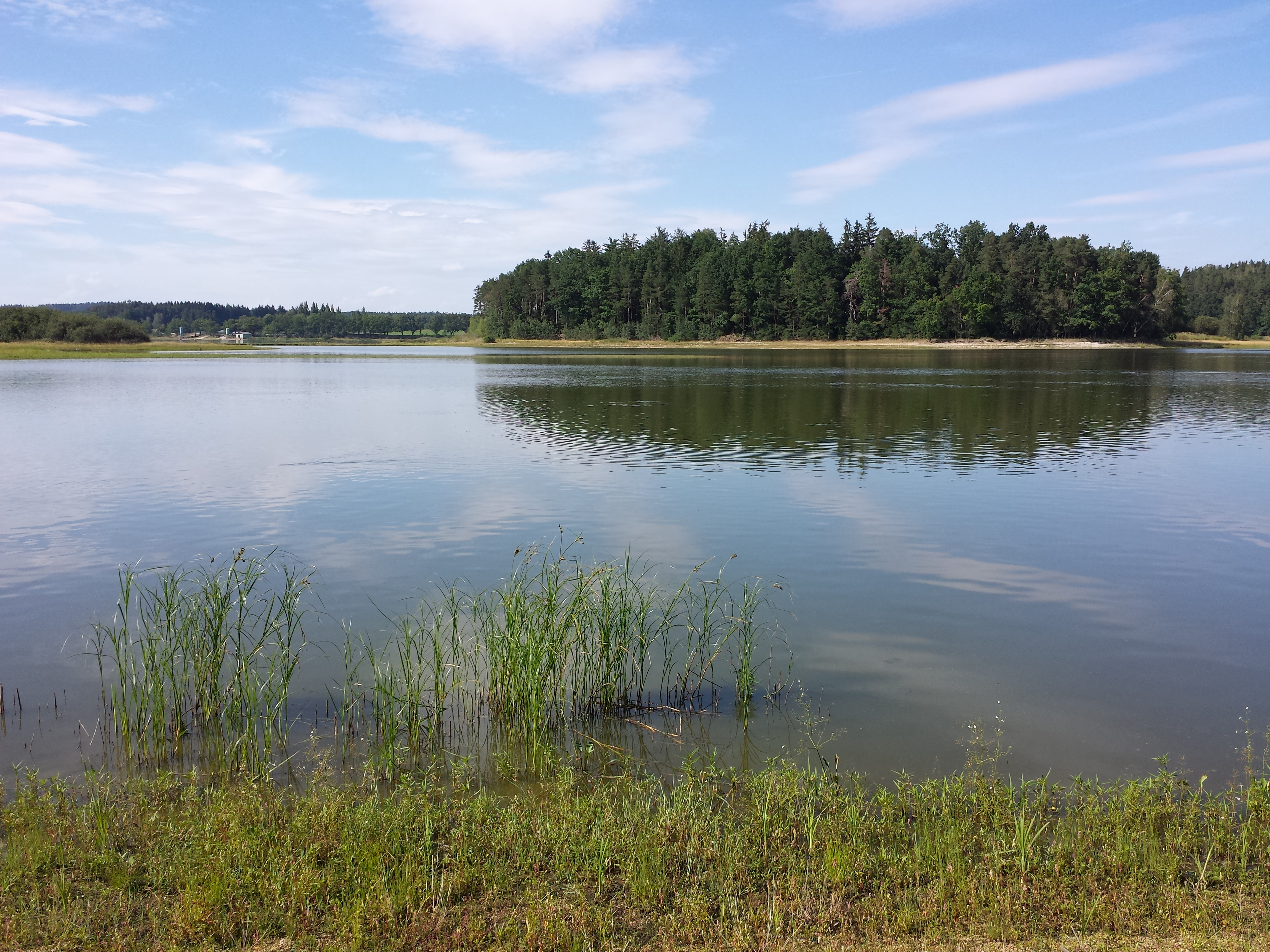
Žárský rybník mezi Žárem a Božejovem
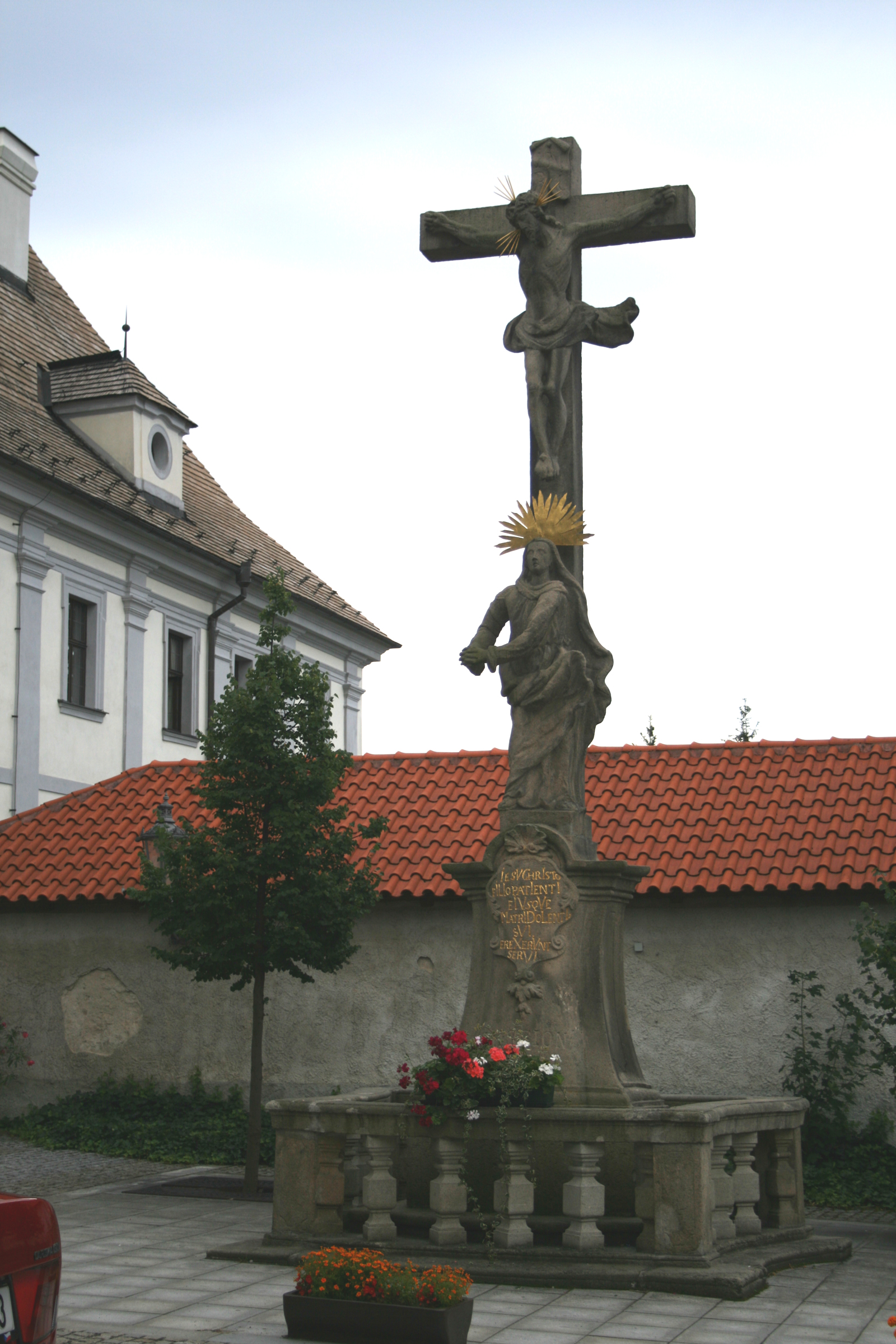
Kříž u kláštera řádu servitů v Nových Hradech
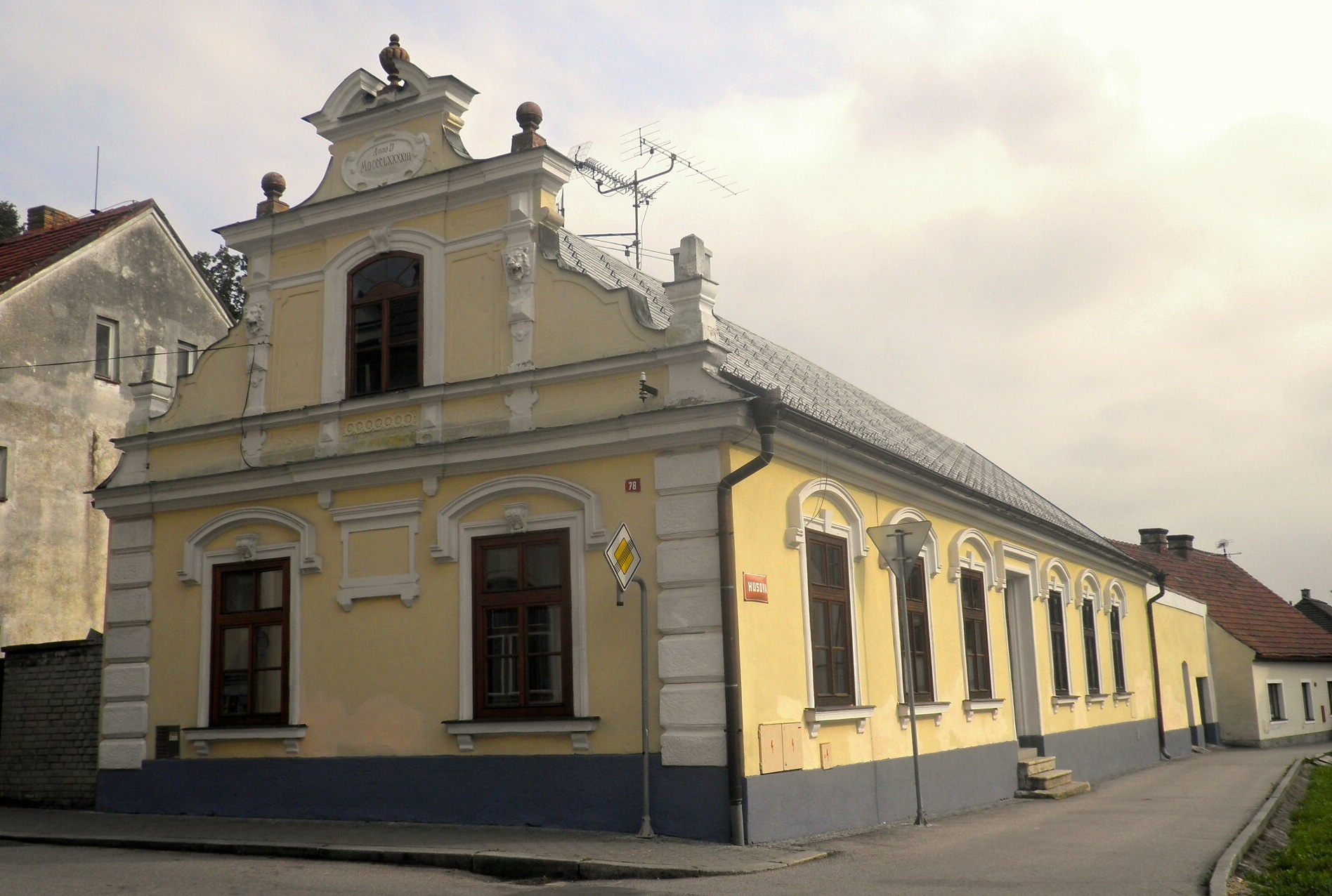
Novohradský městský dům v Husově ulici